# 地球市民教育
地球市民教育（ちきゅうしみんきょういく、英: Global Citizenship Education :GCED）は、国際連合教育科学文化機関(UNESCO)が提唱する、学習者がグローバルな諸課題に向き合い、地域レベル及び国際レベルでよりよい解決の方策を考え、積極的な役割を担うことを通じて、より公正、平和、寛容、包括的、安全な持続可能な世界を実現することを目標とする主幹教育プログラム。英語のままグローバルシチズンシップ教育ともいう。

## 意義
2015年の持続可能な開発目標(SDGs)のゴール4「質の高い教育」の項目7では、持続可能な開発のための教育(education for sustainable development、ESD) とともにグローバル・シチズンシップ(Global Citizenship)がキーワードとして記されている。

## 学習課題チャート
2016年にUNESCOは地球市民教育を具体化するための学習課題チャートを提示した。UNESCOの学習課題チャートは、認知的領域(Cognitive)、社会・情動的領域(Socio-Emotional)、行動的領域(Behavioural)の3領域で構築され、それぞれの領域に学びの成果、学習者の特性、学習テーマが設けられている。